# Speiredonia inocellata
Speiredonia inocellata là một loài bướm đêm thuộc họ Erebidae. Nó được tìm thấy ở quần đảo Ogasawara.